# Přírodní park Výhon
Přírodní park Výhon je přírodní park o rozloze 17,66 km², zaujímající celý masív Výhonu na území Jihomoravského kraje v katastrálních územích Blučina, Nosislav a Židlochovice. Park byl zřízen roku 2002.
Jde o významné území, ať už z hlediska paleontologického, kulturně historického, zoologického či botanického. Na jeho vrcholu u trigonometrického bodu číslo 4423-28 stojí od roku 2009 dřevěná rozhledna Akátová věž, vysoká necelých 18 metrů. Od roku 2018 se nachází na druhém vrcholu Výhonu (v blízkosti zhušťovacího bodu 4423-232) ekumenický kříž.

## Lokalita
Výhon (355 m n. m.) je nápadnou geomorfologickou dominantou při okraji nivy řeky Svratky jižně od Brna vystupující nad hladinu řeky o více než 170 metrů a tím je také nejvyšším vrchem Dyjsko-svrateckého úvalu. Celé území přírodního parku je silně antropogenně ovlivněno a upraveno. Prudké svahy jsou dnes charakterizovány mozaikou vinohradů, intenzívních a extenzívních sadů, políček a zahrad, travnatých mezí podél cest a stepních travnatých lad. Na rovinatějších místech, především v horních partiích Výhonu, jsou velké plochy vinohradů a orné půdy. Několik menších lesíků nemá přirozenou druhovou skladbu dřevin a je poznamenáno výsadbami trnovníku bílého – akátu (Robinia pseudoacacia) a borovice lesní (Pinus sylvestris).
Jedna z nejcennějších lokalit na Výhonu (lom cihelny při severním okraji Židlochovic) byla donedávna využívána k motokrosu přesto, že jde o paleontologickou lokalitu mezinárodního významu. Zoologicky je pak významná hnízděním zvláště chráněných druhů ptáků (vlhy pestré, bramborníčka černohlavého, pěníce vlašské a ťuhýka obecného).

## Geologie
Výhon je jednou z nejbohatších třetihorních paleontologických lokalit na Moravě. Z geologického hlediska je budován terciérními mořskými sedimenty spodního bádenu, vystupujícími v centrální a severní části elevace a sedimenty karpatu, nacházejícími se v jižní a východní části. Horniny obou jednotek jsou často překryty pleistocenními sprašemi mnohdy značné mocnosti.
Mořská fauna zde byla systematicky sbírána od poloviny minulého století. Již v roce 1893 zde byly J.V.Procházkou popsány: dírkovci (Foraminifera – 157 druhů), četné jehličky mořských hub (spongií), korálnatci (Anthozoa – 5 druhů), ostny a destičky ježovek (Echinoidea), mechovky (Bryozoa – 30 druhů), schránky mlžů (Bivalvia – 30 druhů), plži (Gastropoda – 28 druhů), ostracoda – 44 druhů, svijonožci (Cirripedia – 2 druhy) a 14 druhů ryb.
Nejvýznamnější lokalita na Výhoně, Židlochovický hliník, je od roku 1978 mezinárodně uznanou standardní lokalitou (faciostratotypem) svrchní části spodního bádenu, stratigrafického podstupně moravu (badenién, miocén, třetihory). Z této lokality pochází i unikátní nález velrybí spodní čelisti a žraločí zuby, z nichž nejvíce zaujme obří zástupce rodu Carcharodon.

## Flóra

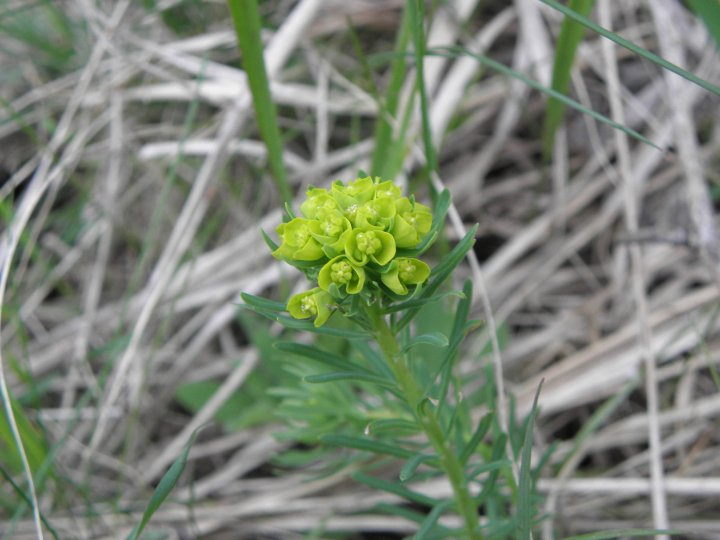
Pryšec chvojka

V území se vyskytuje řada zvláště chráněných druhů rostlin. Mimo jiné jde o vstavač vojenský (Orchis militaris) – jediný početnější výskyt na okrese, pětiprstku žežulník (Gymnadenia conopsea) – jediná lokalita na okrese, okrotici bílou (Cephalanthera damasonium), len žlutý (Linum flavum), sasanku lesní (Anemone sylvestris), hvězdnici chlumní (Aster amellus), hořeček brvitý (Gentianopsis ciliata), lilii zlatohlávka (Lilium martagon), kamejku modronachovou (Aegonychon purpurocaercrleum), třemdavu bílou (Dictarnnus albus), medovník meduňkolistý (Melittis melissophyllum) a podobně. Z běžných druhů rostlin můžeme uvést např. pryšec chvojka, violka lesní aj. Rovněž dřeviny jsou zastoupeny vzácnými zvláště chráněnými druhy, dubem pýřitým (Quercus pubescens) a dřínem obecným (Cornus mas).

## Fauna
Během ornitologického průzkumu v hnízdních obdobích 1995-1996 bylo na území navrhovaného přírodního parku registrováno 66 druhů ptáků, z toho v 16 případech jde o druhy zvláště chráněné podle zákona č. 114/1992 Sb. o ochraně přírody a krajiny.
Jde o ťuhýka obecného (Lanicus collurio), pěníci vlašskou (Sylvia nisoria), bělořita šedého (Oeuauthe oenanthe), rorýse obecného (Apus apus), koroptev polní (Perdix perdix), křepelku polní (Coturnix coturnix), vlaštovku obecnou (Hirundo rustica), žluvu hajní (Oriolus oriolus), slavíka obecného (Luscinia megarhynchos), krutihlava obecného (Jynx torquilla), strakapouda jižního (Dendrocopos syriacus), sovu pálenou (Tyto alba), bramborníčka černohlavého (Saxicola rubicola), lejska šedého (Muscicapa striata), strnada lučního (Miliaria calandra) a vlhu pestrou (Merops apiaster).
Ze zvláště chráněných druhů obratlovců se dále v území parku vyskytují početné populace silně ohrožené ještěrky obecné (Lacerta agilis) a zjištěn byl rovněž výskyt silně ohroženého slepýše křehkého (Anguis fragilis). Pravděpodobný je rovněž výskyt kriticky ohroženého sysla obecného (Citellus citellus), ač doposud nebyl nalezen.
Výhon je neobyčejně bohatou entomologickou lokalitou, ale podrobnější průzkumy prozatím chybí. Ze zvláště chráněných druhů se například vyskytuje martináč hrušňový (Saturnia pyri), otakárek fenyklový (Papilio machaon), otakárek ovocný (Iphiclides podalirius) a další.
Celé území přírodního parku je významným stanovištěm zvěře a tudíž významné z hlediska myslivosti. Především srnec (Capreolus capreolus), bažant obecný (Phasianus colchicus) a zajíc polní (Lepus europaeus) zde nacházejí dostatek potravy a možností k úkrytu pro celoroční výskyt i rozmnožování, tedy to, čeho je v okolní krajině v posledních desetiletích výrazný nedostatek.

## Archeologie
Kopec Výhon (355 m n. m.) je nejvyšší a morfologicky nejvýraznější elevací, nacházející se na spojnici dvou v pravěku nejhustěji osídlených oblastí, brněnskou kotlinou a Pavlovskými vrchy. Proto také byla jeho strategická poloha od pradávna často vyhledávána.
První osídlení se datuje do období paleolitu. Z této doby známe v prostoru Výhonu 7 lokalit, z nichž jsou nejvýznamnější Cezavy s nálezem mamutí spodní čelisti, zlomku klu a kostí.
Z období neolitu bylo zatím objeveno 6 lokalit. Největší význam má sídliště kultury lineární keramiky z Cezav. Doba bronzová je na Výhonu zastoupena 8 lokalitami (kultura unětická, veteřovská, středodunajská mohylová kultura, velatická fáze popelnicových polí).
V letech 1948–1960 zde probíhal systematický archeologický průzkum, který byl obnoven v roce 1983 a trvá dodnes.

## Naučná stezka
Naučná stezka Krajinou Výhonu je situována do severozápadní části přírodního parku Výhon. Její jednotlivé panely seznamují návštěvníky s jednotlivými složkami životního prostředí (geologie, flóra, fauna), paleontologií, archeologickými nálezy ve zdejším území a vztahem člověka ke krajině.